# Atrazine
Atrazine is een onkruidverdelgingsmiddel dat behoort tot de groep van chloortriazines, samen met onder andere simazine. Het remt de fotosynthese.
Het werd op de markt gebracht door Ciba-Geigy (het latere Novartis) rond 1960, maar is na verloop van het octrooi ook door een aantal andere bedrijven geproduceerd. Syngenta is nu de grootste producent ter wereld. Handelsnamen van herbiciden met atrazine als een actief bestanddeel zijn: Aatrex, Actinite, Aktikon, Argezin, Atazinax, Atrafaf, Atratol, Atred, Candex, Cekuzine-T, Chromozin, Crisatrina, Crisazine, Cyazin, Fenamin, Fenatrol, Gesaprim, Griffex, Hungazin, Inakor, Oleogesaprim, Pitezin, Primatol, Radazin, Strazine, Vectal, Weedex, Wonuk, Zeapos en Zeazine.
Mede omwille van de lage kostprijs werd atrazine snel een van de meest gebruikte herbiciden in de landbouw, vooral bij de teelt van maïs. In de Verenigde Staten was het lange tijd het meest gebruikte herbicide in de landbouw, met een jaarlijks verbruik van meer dan 30.000 ton. Rond het jaar 2000 werd het voorbijgestreefd door glyfosaat. Atrazine is sinds 2004 in de EU verboden, maar wordt in de VS nog volop gebruikt als onkruidbestrijdingsmiddel. Het veroorzaakt geslachtsverandering bij kikkers en wordt voor mensen in verband gebracht met borst- en prostaatkanker en vertraging van de puberteit. In Europa is atrazine vervangen door terbuthylazine, een sterk verwante stof verdacht van soortgelijke schadelijke effecten.

## Biologische afbreekbaarheid
Atrazine is een waterverontreinigende stof die slechts langzaam afbreekt. Het werd na verloop van tijd steeds vaker en in hogere concentraties aangetroffen in grond- en drinkwater. In Vlaanderen bijvoorbeeld was atrazine de voornaamste oorzaak ervan dat in het IJzerbekken in de zomermaanden de drinkwatermaatschappijen geen oppervlaktewater konden aanwenden voor de drinkwaterproductie: de concentratie aan atrazine en afbraakproducten van atrazine was soms tientallen malen hoger dan toegelaten. In Amerika hebben verscheidene drinkwaterbedrijven processen aangespannen tegen de producent Syngenta omdat de aanwezigheid van atrazine extra kosten met zich meebrengt voor het zuiveren van drinkwater.
Bovendien bleek na verloop van tijd dat bepaalde soorten onkruid een resistentie tegen atrazine ontwikkelden, zodat de doeltreffendheid van het product verminderde.

## Toxicologie en veiligheid
Behalve het fotosynthese remmende effect, heeft Atrazine ook verstorend effect op de hormoonhuishouding. Het stimuleert het enzym aromatase dat testosteron omzet in oestrogeen, waardoor de verhouding tussen androgenen en oestrogenen verstoord wordt. Zo is aangetoond dat als mannelijke kikkers in hun ontwikkelingsfase blootgesteld worden aan atrazine, ze vrouwelijke eigenschappen ontwikkelen. Ditzelfde effect is ook aangetoond in volwassen kikkers.
Inmiddels is het gebruik van atrazine in gewasbestrijdingsmiddelen verboden in de Europese Unie (beschikking van de Europese Commissie nr. 2004/248/EG van 10 maart 2004), maar het blijft een van de meest gebruikte herbiciden ter wereld.
Uit dierproeven is gebleken dat atrazine mogelijk kankerverwekkend is en mogelijk tumoren in de geslachtsorganen van de mens kan veroorzaken, maar het is in de Europese Unie (nog) niet als mogelijk kankerverwekkende stof voor de mens ingedeeld.